# 萝北县农业局
萝北县农业局是黑龙江省鹤岗市萝北县的一个类似乡级单位。萝北县农业局本身是萝北县人民政府机构，以其作为辖区的行政区名称。

## 行政区划
国家统计局网站，下辖以下地区：农业局良种场、农业局果树场和农业局种畜场。